# Hans Koessler

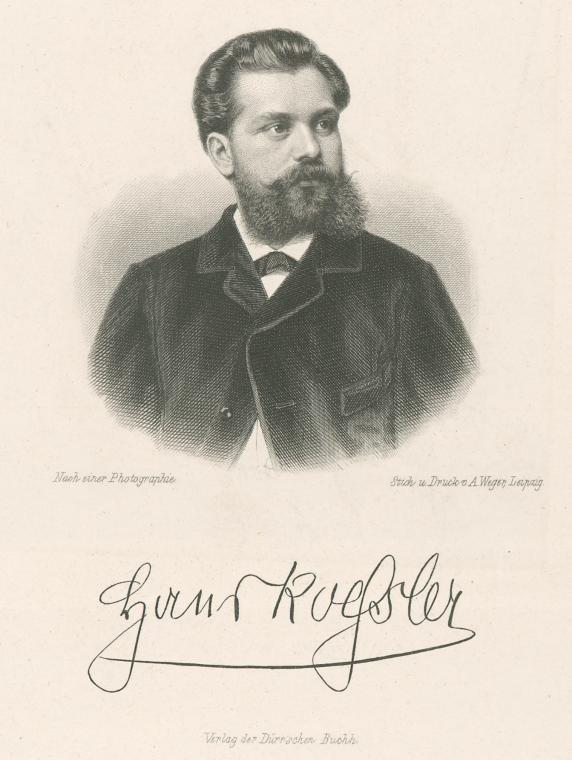

Hans Koessler (* 1. Januar 1853 in Waldeck; † 23. Mai 1926 in Ansbach (Taufmatrikel: Johann Bapt. Koeßler, auch Hans Kößler, in Ungarn Koessler János), geadelt Hans von Koessler) war ein deutscher Komponist, der als Hochschullehrer vor allem in Budapest wirkte.

## Leben
Hans Koessler war zunächst Organist in Neumarkt in der Oberpfalz. Er studierte dann von 1874 bis 1877 Orgel bei Joseph Rheinberger und besuchte die Chorklasse von Franz Wüllner an der Königlich bayerischen Musikschule in München. Danach war er 1877/81 Lehrer für Theorie und Chorgesang am Dresdner Konservatorium und Dirigent der Dresdner Liedertafel. 1881/82 war Koessler Kapellmeister am Kölner Stadttheater.
Von 1882 bis 1908 unterrichtete er zunächst Orgel und Chorgesang an der Landesmusikakademie Budapest, später wurde er zum Professor für Komposition ernannt und auch in den persönlichen Adelsstand erhoben. Zu seinen Schülern zählten die bedeutendsten ungarischen Komponisten der Zeit: Zoltán Kodály, Béla Bartók, Emmerich Kálmán, Ernst von Dohnányi und Leó Weiner; ebenso weitere Musiker, wie Fritz Reiner.
Nach seiner Pensionierung 1908 kehrte er nach Deutschland zurück, wurde aber auf Vermittlung von Kálmán und Dohnányi nochmals eingestellt, um ihm ein bescheidenes Einkommen zu sichern. In einem Nachruf in der Literaturzeitschrift Nyugat (‚Westen‘) werden aus einer Zeit von 43 Jahren als Kompositionslehrer in Budapest 48 Schüler namentlich aufgezählt, so etwa der spätere Hochschullehrer Albert Siklós, der Komponist Árpád Szendy sowie die Operettenkomponisten Jenő Huszka und Viktor Jacobi, oder auch der bei Belgrad gefallene Komponist Aladár Radó (1882–1914).
Koessler komponierte über einhundertdreißig Werke, darunter eine Oper, zwei Sinfonien, sinfonische Variationen für Orchester, ein Violinkonzert, eine Messe für Frauenchor und Orgel, Psalmvertonungen sowie kammermusikalische Werke. Aufgrund seiner unsteten Lebensweise sind viele seiner Kompositionen verloren gegangen oder befinden sich möglicherweise noch in Privatbesitz.
Ein musikalischer Einfluss auf seinen zwanzig Jahre jüngeren, ebenfalls in der Oberpfalz aufgewachsenen Cousin 2. Grades Max Reger ist nicht festgestellt worden.

## Bartók als Schüler bei Hans Koessler
Auch Béla Bartók war Kompositionsschüler bei Koessler, der seinen Unterricht auf Deutsch zu geben pflegte, was den nationalbewussten und jugendlichen Heißsporn Bartók ärgerte, obschon er selbst seine Briefe an seine Mutter auch in Deutsch abfasste. Bartók zitiert 1902 Koesslers Ermahnung in einem Brief an die Mutter: „Ein Adagio muss Liebe ausdrücken. In diesem [langsamen] Satz ist keine Spur von Liebe.“ Bartók dagegen glaube nicht, „daß Erfahrungen all diesen Einfluß auf die Qualität einer Komposition haben“. Aber, es gebe auch Übereinstimmungen zwischen Schüler und Lehrer: „Nebenbei, Koessler hält Dohnányis Adagios auch nicht für überragend. (Ich auch nicht!)“
Koessler war für Bartók zu sehr „didaktisch-streng, zu traditionsgebunden und auch zu professorenhaft-pompös“, und Bartók suchte und fand im selben Jahr seine Inspiration bei der in Budapest mit allgemeinem Entsetzen aufgenommenen ersten Aufführung von Richard Strauss’ Also sprach Zarathustra. In späteren Jahren teilte Bartók den Stolz seiner ungarischen Musikerkollegen, bei Koessler Kompositionsschüler gewesen zu sein.

## Werke (Auswahl)
- Der Münzenfranz (1902)
- Ave Maria, für Chor (SATB) und Streichquartett (Orgel). Sonat-Verlag, Kleinmachnow 2015.
- Der 60. Psalm, für Chor (SSATBB) a cappella. Sonat-Verlag, Kleinmachnow 2015.
- Neun Gesänge für gemischten Chor a cappella. Sonat-Verlag, Kleinmachnow 2014.